# 日本語学校 (タコマ)
日本語学校（英語: Nihon Go Gakko）は、ワシントン州タコマの日本人街にあった建物である。この日本語学校は、第二次世界大戦前にワシントンに存在した24の日本語学校の一つであった。

## 歴史
校舎は1922年に以前からの小さな建物に代わって、より多くの生徒を収容するために建て替えられた。ワシントンの外国人法で外国人が土地を所有することは禁止されていたため、3人のアメリカ人および2人の一世の日系アメリカ人により構成された学校法人により所有された。2つの土地を1,600ドルをかけて購入し、9,000ドルを使い建設された。1926年に完成した。この時点で10年間、荒廃したままとなっていた。学校では
英語、日本語および日本文化を教育していた。
第二次世界大戦の間にこの建築物は、日本人の居住者を集め、捕虜収容所へ送るために使用された。
1993年、ワシントン大学が建物を買収した。大学はその年タコマ市歴史的建造物保存委員会に対して建物を取り壊して記念庭に作り替える許可を申請したが、委員会は許可しなかった。2001年、タコマ市は大学に対して建物が安全上問題があるとし、翌年保存委員会は建物の取り壊し計画の見直しを始めた。大学は建物を改修するための費用の見積もりが300万ドルに上ると言うことで、コストの負担が不可能だと決定した。
建物はタコマ市の記念物であると共に、国家歴史登録財に指定されたが、1940年代以来無人のまま置かれ、2004年に取り壊された。アメリカ合衆国には西海岸およびハワイに50近くの日本語学校が存在したが、同校は取り壊しの時点で2軒だけ残された内の1つであった。